# Mainvillers
Mainvillers là một xã trong vùng hành chính Lothringen, thuộc tỉnh Moselle, quận Boulay-Moselle, tổng Faulquemont. Tọa độ địa lý của xã là 49° 01' vĩ độ bắc, 06° 32' kinh độ đông. Mainvillers có điểm thấp nhất là 248 mét và điểm cao nhất là 296 mét. Xã có diện tích 6,7 km², dân số vào thời điểm 2005 là 274 người; mật độ dân số là 41 người/km². Mainvillers nằm khoảng 30 km về phía đông của Metz.

## Thông tin nhân khẩu
| 1962 | 1968 | 1975 | 1982 | 1990 | 1999 | 2007 |
| ---- | ---- | ---- | ---- | ---- | ---- | ---- |
| 181  | 197  | 187  | 230  | 238  | 278  | 285  |